# Sotalia guianensis
Sotalia guianensis är en däggdjursart som först beskrevs av P.-J. van Bénéden 1864.  Sotalia guianensis ingår i släktet Sotalia och familjen delfiner. IUCN kategoriserar arten globalt som otillräckligt studerad. Inga underarter finns listade i Catalogue of Life.
Populationen listades länge som underart eller synonym till Sotalia fluviatilis. Enligt en revision från 2007 ska den godkännas som art.

## Utseende
Vuxna hanar är med en längd av 170 till 175 cm, något större än honor som blir 164 till 169 cm långa. De har vanligen en blågrå till brunaktig färg på ovansidan och en ljusare till vitaktig färg vid buken. Artens ryggfena är ganska stor och trekantig. Kanterna är avrundade och spetsen på toppen är något bakåt böjd. Olika undersökta individer hade 26 till 35 tänder i över- eller underkäken. Tänderna av överkäken sitter i mellanrummet av underkäkens tänder och vice versa.

## Utbredning
Denna delfin förekommer i havet öster om Centralamerika och Sydamerika från Nicaragua till södra Brasilien. Den simmar även upp i angränsande floder. I Atlanten och Karibiska havet stannar arten vanligen nära kustlinjen men ibland hittas den 70 km från närmaste land. Individer som iakttogs i Orinocofloden 300 km från havet antas tillhöra Sotalia guianensis men uppgiften behöver bekräftas. För andra delfiner som observerades i samma flod och i bifloden Río Apure cirka 800 km från havet är det oklart vilken art de tillhör.
Allmänt antas att bifurkationen Casiquiare som sammanlänkar Orinoco med Amazonfloden är för snabbflytande för delfinerna av släktet Sotalia. Därför borde det inte finnas hybrider av båda arter i denna del av Sydamerika. Inte heller i Amazonflodens delta är klarlagt var gränsen mellan båda arter går eller om det finns en region där båda arter förekommer.

## Ekologi
Sotalia guianensis jagar i havet och i floderna olika fiskar av familjerna havsgösfiskar, sillfiskar, multfiskar, Trichiuridae och paddfiskar samt olika kalmarer. Den äter även räkor och krabbor. Delfinen föredrar unga fiskar och bläckfiskar som är 1 till 107 cm respektive 3 till 22 cm långa. Ofta fångar den fiskar som framkallar ett ljud med sin simblåsa. Individerna kan jaga ensam eller i flockar. En flock har vanligen 2 till 10 medlemmar och ibland syns upp till 40 eller sällan upp till 60 delfiner tillsammans. Allmänt bildas större flockar när honorna har ungar. Liksom flera andra delfiner jagar arten med hjälp av ekolokalisering. Dessutom har den några andra läten. De läten som sammankopplas med sociala aktiviteter registreras främst på dagen.
Delfinens enda bekräftade fiende är tjurhajen (Carcharhinus leucas) men det antas att den även jagas av andra hajar och av späckhuggaren. När Sotalia guianensis och öresvin (Tursiops truncatus) träffar på varandra ignorerar de varandra eller den förstnämnde jagas iväg av öresvinet.
Honor kan para sig under alla årstider. Dräktigheten varar 11 till 12 månader och sedan föds en 90 till 100 cm lång unge. Honornas menstruationscykel börjar två år efter födelsen och de blir helt könsmogna när de är 5 till 8 år gamla. Hanar kan para sig 7 år efter födelsen. Den äldsta kända hanen blev 29 år och den äldsta kända honan 30 år gammal.